# Centrum Startowe Satelitów Wenchang
Kosmodrom Wenchang (chiń. upr. 文昌卫星发射中心; chiń. trad. 文昌衛星發射中心; pinyin Wénchāng Wèixīng Fāshè Zhōngxīn) – chiński kosmodrom, zlokalizowany na wyspie Hajnan, koło Wenchang, 60 kilometrów od stolicy prowincji, Haikou. Ośrodek ma zajmować powierzchnię 20 km². Prócz platform startowych, hal montażowych i centrum dowodzenia, przewidziano również budowę tematycznego parku naukowego.
Prace koncepcyjne nad budową centrum wystrzeliwania satelitów trwały od 2002. Umiejscowienie zostało wybranie ze względu na dogodne położenie geograficzne, 111°E  19°N – wyspa jest najbliższą równikowi częścią Chin (pomijając niezamieszkane wyspy na południe od niej). Większa siła odśrodkowa na równiku zwiększy wydatnie nośność startujących na orbitę rakiet. Będą mogły one udźwignąć o 300 kg więcej ładunku, co można przeliczyć na ok. 6 mln USD oszczędności.
Pierwszy lot rakiety z kosmodromu Wenchang nastąpił 25 czerwca 2016 roku. Rakieta Chang Zheng 7 w swoim debiutanckim locie wyniosła na orbitę makietę kapsuły załogowej oraz kilka satelitów.